# Дюмон, Жан-Жозеф
Жан-Жозеф Дюмон (фр. Jean-Joseph Dumons; 26 марта 1687, Тюль — 25 марта 1779, Париж) — французский живописец и рисовальщик-картоньер шпалер на мануфактуре Обюссон, работавший в стиле рококо.

## Биография
Жан-Жозеф Дюмон — сын Пьера Дюмона, мастера-печатника, и Жанны Дрюйоль. В молодости он поехал в Париж, чтобы изучать изобразительное искусство, и стал учеником Франсуа де Труа.

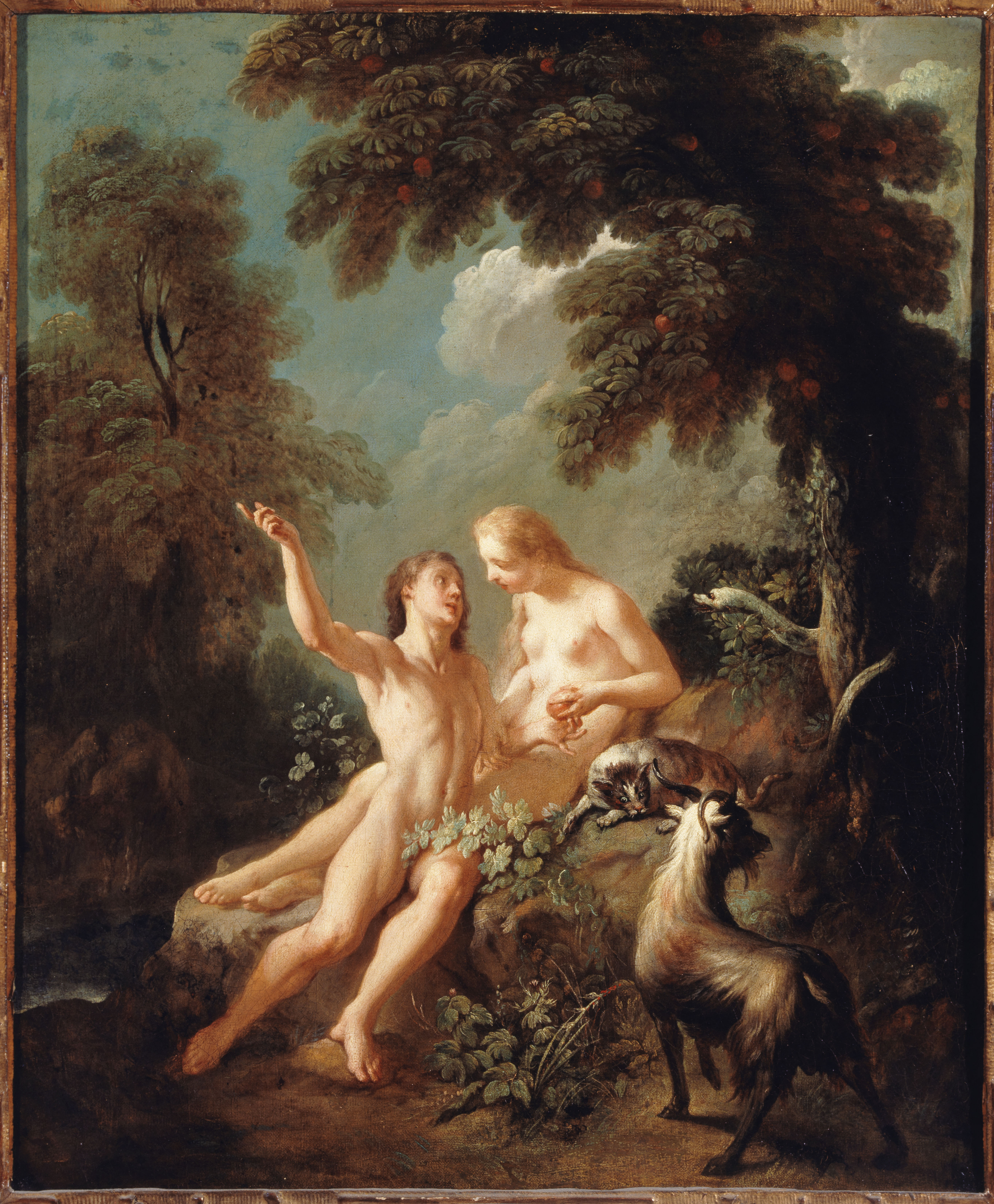
Адам и Ева в Раю. Ок. 1735. Холст, масло. Музей изящных искусств города Парижа

Луи Фагон, финансовый интендант, в 1730-х годах взялся реконструировать старинную шпалерную мануфактуру Обюссон, которая страдала, в том числе, и от нехватки качественных оригиналов, называемых картонами. Луи Фагон обратил внимание на качество композиций картин, выставляемых Жаном-Жозефом Дюмоном в Парижском салоне. Его мастерство в изображении пейзажей, растений, животных и орнаментов было востребовано. 20 марта 1731 года по предложению Луи Фагона Государственный совет назначил Дюмона мастером «для обучения рисовальщиков, исправления старых рисунков и обучения подмастерьев секретам композиции и колорита».
Между 1731 и 1755 годами Жан-Жозеф Дюмон создал двадцать оригинальных картонов для мануфактуры Обюссон и две для фабрики Феллетена. Ему платили 1800 ливров в год за то, чтобы он создавал шесть картин в год, «которые служили образцом для ковров, состоящих из зданий, деревьев, цветов и животных», а также «ретушировать рисунки, находящиеся на фабриках указанного города». Около 1753 года по заказу местного фабриканта Жана-Франсуа Пикона он создал эскизы серии шпалер на китайские мотивы, вдохновлённых рисунками, созданными Жаном-Батистом Удри для мануфактуры Бове в стиле рококо.
В 1755 году Дюмон покинул Обюссон и в следующем году был назначен художником мануфактуры Бове. Он работал как по собственным оригиналам, так и по картинам Антуана Ватто, Франсуа Буше, Клода Жилло, Никола Ланкре.
29 октября 1735 года Жан-Жозеф Дюмон был принят в Королевскую академию живописи и скульптуры как художник исторической живописи за картину «Адам и Ева». Между 1737 и 1753 годами он выставлял свои живописные произведения в салонах Лувра.